# 柯萊門斯開局
柯萊門斯開局是國際象棋開局非正規開局的一種，走法為：
1. h3